# Barber Motorsports Park
Barber Motorsports Park é um autódromo localizado na cidade de Birmingham, Alabama, Estados Unidos, foi construído por George W. Barber e inaugurado em 2003, o local também abriga um museu de carros. Desde 2010 recebe uma das etapas da IndyCar Series e teve Helio Castro Neves como primeiro vencedor.